# 埃斯基尔斯蒂纳市镇
埃斯基尔斯蒂纳市镇（瑞典語：Eskilstuna kommun）是瑞典中部南曼兰省的一个市镇，位于梅拉伦湖与耶尔马伦湖之间。其治所位于埃斯基尔斯蒂纳城。